# Gubbiamanikere, Gubbi
Gubbiamanikere là một làng thuộc tehsil Gubbi, huyện Tumkur, bang Karnataka, Ấn Độ.